# Методы психологической саморегуляции
Методы психологической саморегуляции применяются для самостоятельного управления человеком своим психическим состоянием.

## Определение саморегуляции
В широком смысле психическая саморегуляция рассматривается как один из уровней регуляции активности живых систем, для которого характерно использование психических средств отражения и моделирования реальности.
Таким образом, психическая саморегуляция включает управление поведением или деятельностью субъекта и саморегуляцию его наличного состояния.
Существуют и более узкие трактовки данного явления:
- «Психической саморегуляцией называется воздействие человека на самого себя с помощью слов и соответствующих мысленных образов» (А. В. Алексеев)[4].
- «Под психической саморегуляцией мы понимаем психическое самовоздействие для целенаправленной регуляции всесторонней деятельности организма, его процессов, реакций и состояний» (Л. П. Гримак, В. М. Звоников, А. И. Скрыпников)[5].

Согласно В. И. Моросановой, под саморегуляцией понимаются «интегративные психические явления, процессы и состояния», обеспечивающие «самоорганизацию различных видов психической активности» человека, «целостность индивидуальности и становление бытия человека».
Общим для всех определений является выделение состояния человека в качестве объекта воздействия и направленность на использование внутренних средств регуляции, в первую очередь — приёмов психологического самовоздействия.

## Методы
Существует множество методов ПСР, которые делятся на 4 основных класса:
- нервно-мышечная релаксация,
- аутогенная тренировка,
- идеомоторная тренировка,
- сенсорная репродукция образов[3].

Задачами применения данных методов являются:
- снятие проявлений стрессовых состояний,
- уменьшение степени эмоциональной напряжённости деятельности,
- предотвращение их нежелательных последствий,
- усиление мобилизации ресурсов[7].

### Общая характеристика методов
Главными особенностями всех методов являются:
1. Выделение состояния человека в качестве объекта воздействия. При этом учитываются воздействия на основные уровни проявления его функционального состояния: физиологический, психологический и поведенческий.
2. Направленность на формирование адекватных внутренних средств, позволяющих человеку осуществить специальную деятельность по изменению своего состояния.
3. Доминирование активной установки субъекта на изменение (регуляцию) своего состояния.
4. Обучение навыкам ПСР должно быть организовано в виде последовательных этапов овладения соответствующими внутренними навыками, что составляет основное содержание тренингов.

### Нервно-мышечная релаксация
В зарубежной психологии эта методика используется под названием «progressive relaxation», поэтому она носит и другое название — прогрессивная релаксация. Создание этого класса методов связано с исследованиями Э. Джекобсона, который в 1930-х годах установил зависимость между повышенным тонусом скелетной мускулатуры и негативным эмоциональным состоянием.
Метод заключается в выполнении комплекса упражнений, состоящих в чередовании максимальных напряжений и расслаблений групп мышц. Благодаря упражнениям снимается напряжение с отдельных частей тела или со всего тела, что вызывает уменьшение эмоционального напряжения. Субъективно процесс физического расслабления представлен ощущениями тепла и приятной тяжести, чувством отдыха, что вызывает психологическое расслабление. Важно, что во время упражнений происходит фиксация на этих ощущениях тепла, так как это препятствует появлению ощущения непреходящей тяжести в пострелаксационный период.
Процесс обучения техники состоит из трёх стадий:
1. На первой вырабатываются навыки произвольного расслабления отдельных групп мышц в состоянии покоя.
2. На второй происходит объединение навыков в комплексы, обеспечивающие расслабление  всего тела или отдельных его участков (сначала в состоянии покоя, позже — при выполнении некоторых видов деятельности, причём происходит релаксация не участвующих в деятельности мышц).
3. На третьей — усвоение «навыка отдыха», который позволяет расслабиться в любых напряжённых ситуациях.

Один сеанс упражнений на начальной стадии обучения техники может длиться от 40 секунд до 20 минут в зависимости от количества выполнений одного упражнения. Во время сеанса последовательно в определённом порядке прорабатываются мышцы частей тела: конечностей, туловища, плеч, шеи, головы, лица. После выполнения упражнений следует выход из состояния релаксации.
Овладение техникой нервно-мышечной релаксации является основой для освоения других более сложных техник. Этот метод эффективен как базовое средство формирования состояний аутогенного погружения. Ещё одно его преимущество в том, что достичь состояния релаксации большинство субъектов могут уже на первом сеансе.

### Идеомоторная тренировка
Данная техника также состоит в последовательном напряжении и расслаблении мышц тела, но упражнения выполняются не реально, а мысленно. Метод основан на экспериментально установленных фактах сходства состояния мышечной ткани при реальном и воображаемом движении. Эти факты указываются в исследованиях физиолога академика И. П. Павлова; кроме того, они подтверждаются «эффектом Карпентера»: потенциал электрической активности мышцы при мысленном воспроизведении движения такой же, как потенциал этой же мышцы при выполнении реального движения. К тому же экспериментально доказано, что при воображаемом движении возникает внутренняя обратная связь, несущая информацию о результатах действия, как обратная сигнализация при выполнении реального движения.
Идеомоторная тренировка может использоваться как самостоятельный метод снижения тонуса мышц и как приём мысленного самопрограммирования в состоянии релаксации.

### Сенсорная репродукция образов
Метод заключается в расслаблении с помощью представления образов предметов и целостных ситуаций, ассоциирующихся с отдыхом. Сенсорная репродукция образов может использоваться как самостоятельная методика.
При одном из вариантов сеансов субъект сидит в удобной позе и представляет себя в расслабляющей ситуации (например, на прогулке в лесу). При этом внимание акцентируется на правильном дыхании и приятных ощущениях (теплоты, тяжести), возникающих в различных частях тела под воздействием воображаемой ситуации.
Часто техника сенсорной репродукции образов используется в группе с методиками визуализации и медитации. Техника визуализации по своим принципам и механизмам более сходна с идеомоторной тренировкой. Медитация, напротив, более сходна с методом сенсорной репродукции образов: она также характеризуется расслаблением посредством концентрации мысли на образе объекта или явления либо на образе самого себя и своего внутреннего мира, и в ней тоже внимание акцентируется на правильном дыхании. Однако при медитации человек осуществляет более глубокое аутогенное погружение, и в этом состоянии его уровень внушаемости резко повышается.

### Аутогенная тренировка
Метод основан на обучении возможностям самовнушения, или аутосуггестии. Самовнушение в данном случае осуществляется через вербальные формулировки — самоприказы. В ходе обучения происходит формирование связей между самоприказами (например, «Я дышу ровно и спокойно») и психофизиологическими процессами в организме. Субъект, прошедший некоторый курс тренировок, может с помощью определённых формул самовнушения вызвать нужные ощущения в теле.
С помощью формул после выхода из аутогенного погружения можно вызывать как состояние расслабления, так и состояние активизации, в зависимости от цели. Обычно применяется фиксированный набор формул, но он может быть индивидуально изменён. Часто навыки, приобретённые в ходе обучения нервно-мышечной релаксации, являются хорошей базой для занятий аутогенной тренировкой. Метод может использоваться как аутотренинг и как гетеротренинг: в первом случае формулы являются «указаниями самому себе», во втором — психолог принимает участие в воздействии.
Существуют разные варианты метода аутогенной тренировки: 
1. Классический вариант аутогенной тренировки (методика И. Г. Шульца). Система представлена шестью стандартными упражнениями АТ, направленными на мышцы, кровеносные сосуды, сердце, дыхание, брюшные органы, голову. В ходе упражнения происходит фиксация внимания на определённой области тела или органе, повторение формулы (например, «Моя правая рука тяжёлая») и представление желаемых ощущений. Через несколько месяцев тренировки пациент может с помощью определённой фразы вызвать нужное ощущение.
2. Модификация классического варианта аутогенной тренировки в форме самовоздействия. Эта техника приведена А. И. Некрасовым. В данном варианте тренировки изменены 6 направлений воздействия: тяжесть, тепло, дыхание, сердце, живот, лоб. Для каждого направления применяются по несколько формул, каждая из которых повторяется по несколько раз.
3. Модификация классического варианта Л. Д. Гиссена. Данный вариант предусматривает две части упражнений: успокаивающая и мобилизационная. Успокаивающая часть содержит 5 групп по 10 формул в каждой, первая группа — вводная. Мобилизационная часть содержит 2 группы: формулы активизации и формулы тонизации.
4. Аутоофтальмотренинг — методика, разработанная Л. П. Гримаком и А. А. Исраеляном. Она направлена на устранение дефектов зрения, находящихся на ранней стадии развития, и позволяет отсрочить развитие хронического зрительного утомления. Методика подразумевает выполнение особых упражнений, формирующих зрительные образы, работая с которыми, человек улучшает зрительные функции. По Л. П. Гримаку, во время сеанса человек сначала погружается в состояние покоя, потом мысленно накапливает тепло вокруг глаз, затем он представляет себе точку, которую заставляет отдаляться и приближаться, двигаться по разной траектории. Таким образом человек мысленно выполняет гимнастику для глаз. В конце сеанса он выходит из состояния аутогенного погружения. При выполнении упражнений уделяется внимание дыханию и вызываемым ощущениям[5].
5. Методика аутогенной тренировки в форме гетеротренинга. Этот вид тренировки подразумевает некоторое участие психолога в саморегуляции пациента. Данная методика обычно применяется во время короткого перерыва в работе. Она состоит из двух основных частей: этапа погружения и этапа выхода из глубоких степеней аутогенного погружения.
6. Существует большое количество и иных модификаций аутогенной тренировки (например, методы Свядоща,  Клейнзорге-Клюмбиес (1966) и др.).